# Microsoft Office 2007
Microsoft Office 2007 (oficjalnie nazwany 2007 Microsoft Office System) – wersja pakietu biurowego Microsoft Office, przygotowana jako następca pakietu Microsoft Office 2003. Następcą Office 2007 jest Microsoft Office 2010.
Wydanie oficjalnej wersji pakietu Microsoft Office 2007, znanej wcześniej jako Office 12, odbyło się w listopadzie 2006 roku dla klientów biznesowych oraz w styczniu 2007 roku dla klientów indywidualnych. W Polsce pakiet dostępny jest od 7 marca 2007. Wsparcie techniczne dla Microsoft Office 2007 zostało zakończone 10 października 2017 roku.

## Wymagania systemowe
Do korzystania z Microsoft Office 2007 potrzebny jest komputer o następujących parametrach:
- Procesor o częstotliwości 500 MHz lub wyższej
- 256 MB pamięci RAM, zalecane 512 MB
- Od 700 MB do 6 GB wolnego miejsca na dysku twardym
- Stacja dysków CD lub DVD
- Monitor o rozdzielczości przynajmniej 1024 × 768 pikseli
- System operacyjny Windows XP z dodatkiem Service Pack 2, Windows Server 2003 z SP1, Windows Vista lub nowszy
- Internet (zalecane do uaktualnień).

## Zmiany
- Zrezygnowano z tradycyjnego menu i pasków narzędzi; pojawił się zupełnie nowy interfejs użytkownika – Wstążka (Ribbon). Ma to być krok w stronę łatwości użytkowania pakietu – producent deklaruje, że teraz większość funkcji ma być łatwiej dostępna. Wstążka dostępna jest tylko w aplikacjach Microsoft Word, Microsoft Excel, Microsoft PowerPoint, Microsoft Access oraz w niektórych elementach Microsoft Outlook. Pozostałe programy zachowały stary wygląd.
- Wprowadzono nowe aplikacje: Groove (program służący do efektywnej pracy w grupie) oraz Microsoft Office Accounting (zarządzanie księgowością w małej firmie).
- W Microsoft Office 2007 pojawia się Microsoft Office SharePoint Designer, następca Microsoft FrontPage.
- Zastosowano Live Preview, funkcję znaną z programu WordPerfect. Pozwala ona na zobaczenie efektów danego narzędzia bez konieczności jego zastosowania. Przykładowo, gdy użytkownik zaznaczy tekst i umieści kursor nad czcionką Arial Black, program pokaże tekst zapisany tą czcionką. Następnie użytkownik może zaakceptować zmiany lub je odrzucić.
- Zastosowano nowy format plików (Office Open XML), którego podstawą jest język XML.
- Usunięto Asystenta pakietu Office.

## Wersje pakietu
Nowy pakiet dostępny jest w ośmiu różnych wersjach zawierających następujące aplikacje:
- Basic – Word, Excel, Outlook
- Standard – Word, Excel, PowerPoint, Outlook
- dla Użytkowników Domowych – Word, Excel, PowerPoint, OneNote
- Small Business – Word, Excel, PowerPoint, Outlook, Publisher
- Professional – Word, Excel, PowerPoint, Outlook, Publisher, Access
- Professional Plus – Word, Excel, PowerPoint, Outlook, Publisher, Access, InfoPath
- Enterprise – Word, Excel, PowerPoint, Outlook, Publisher, Access, InfoPath, OneNote, Groove
- Ultimate – Word, Excel, PowerPoint, Outlook, Publisher, Access, InfoPath, OneNote, Groove, Accounting Express.

## Wtyczki
Dzięki wtyczce wydanej przez firmę Sun Microsystems pakiet Microsoft Office 2007 ma możliwość obsługi otwartego standardu plików OpenDocument.